# Loxofidonia rubridisca
Loxofidonia rubridisca là một loài bướm đêm trong họ Geometridae.